# Tronget
Tronget est une commune française rurale, située dans le département de l'Allier, en région Auvergne-Rhône-Alpes.
Ses habitants, au nombre de 889 au recensement de 2022, sont appelés les Trongétois et les Trongétoises.

## Géographie

### Localisation
- 1Carte dynamique
- 2Carte OpenStreetMap
- 3Carte topographique
- 4Carte avec les communes environnantes

Ses communes limitrophes sont :
|                        | Gipcy   | Noyant-d'Allier Châtillon |
| Rocles                 | Tronget | Cressanges Treban         |
| Le Montet Deux-Chaises |         | Le Theil                  |

### Climat
Pour des articles plus généraux, voir Climat d'Auvergne-Rhône-Alpes et Climat de l'Allier.
En 2010, le climat de la commune est de type climat océanique dégradé des plaines du Centre et du Nord, selon une étude du CNRS s'appuyant sur une série de données couvrant la période 1971-2000. En 2020, Météo-France publie une typologie des climats de la France métropolitaine dans laquelle la commune est dans une zone de transition entre le climat océanique altéré et le climat de montagne ou de marges de montagne et est dans une zone de transition entre les régions climatiques « Centre et contreforts nord du Massif Central » et « Ouest et nord-ouest du Massif Central ».
Pour la période 1971-2000, la température annuelle moyenne est de 10,4 °C, avec une amplitude thermique annuelle de 16 °C. Le cumul annuel moyen de précipitations est de 818 mm, avec 10,6 jours de précipitations en janvier et 7,3 jours en juillet. Pour la période 1991-2020, la température moyenne annuelle observée sur la station météorologique de Météo-France la plus proche, sur la commune de Montmarault à 14 km à vol d'oiseau, est de 11,2 °C et le cumul annuel moyen de précipitations est de 811,6 mm,. Pour l'avenir, les paramètres climatiques de la commune estimés pour 2050 selon différents scénarios d'émission de gaz à effet de serre sont consultables sur un site dédié publié par Météo-France en novembre 2022.

## Urbanisme

### Typologie
Au 1er janvier 2024, Tronget est catégorisée bourg rural, selon la nouvelle grille communale de densité à 7 niveaux définie par l'Insee en 2022.
Elle est située hors unité urbaine et hors attraction des villes,.

### Occupation des sols

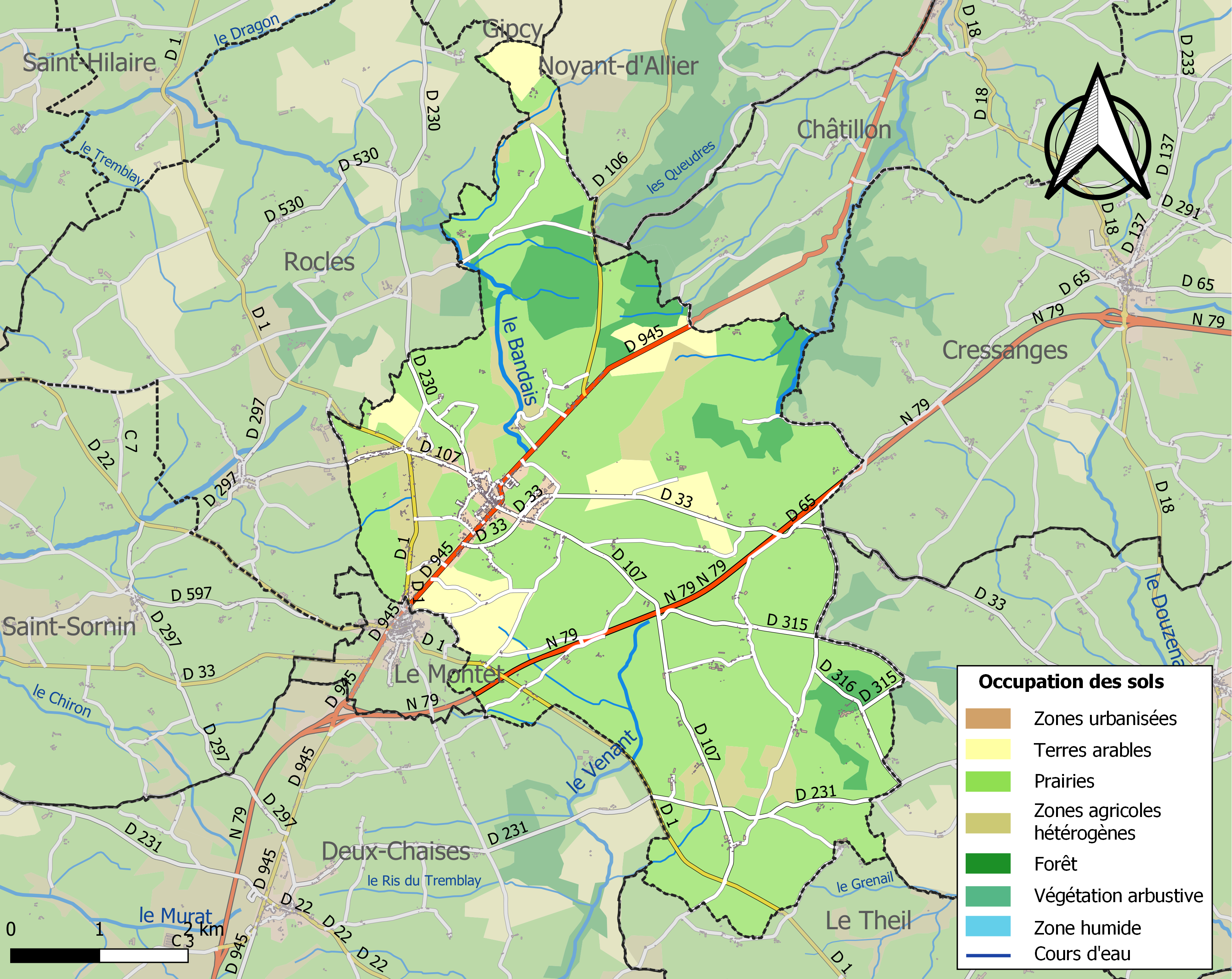
Carte des infrastructures et de l'occupation des sols de la commune en 2018 (CLC).

L'occupation des sols de la commune, telle qu'elle ressort de la base de données européenne d’occupation biophysique des sols Corine Land Cover (CLC), est marquée par l'importance des territoires agricoles (89,4 % en 2018), une proportion sensiblement équivalente à celle de 1990 (89,7 %). La répartition détaillée en 2018 est la suivante : prairies (73,3 %), forêts (8,6 %), zones agricoles hétérogènes (8,2 %), terres arables (7,9 %), zones urbanisées (2 %).
L'IGN met par ailleurs à disposition un outil en ligne permettant de comparer l’évolution dans le temps de l’occupation des sols de la commune (ou de territoires à des échelles différentes). Plusieurs époques sont accessibles sous forme de cartes ou photos aériennes : la carte de Cassini (XVIIIe siècle), la carte d'état-major (1820-1866) et la période actuelle (1950 à aujourd'hui).

### Voies de communication et transports
La commune est traversée par les routes départementales 1 (vers Saint-Hilaire, Bourbon-l'Archambault et Saint-Pourçain-sur-Sioule), 33 (vers Treban), 106 (vers Meillers), 107 (vers la D 1 et Le Theil), 230 (vers Gipcy), 231, 315 et 945 (route nationale 145 historique vers Montmarault et Souvigny), ainsi que l'autoroute A79 (E62, portion de la Route Centre-Europe Atlantique, ancienne route nationale 79) permettant l'accès à l'autoroute A71.
Une gare est implantée sur la ligne de Montluçon à Moulins, fermée à tout trafic.
Une ligne d'autocars du réseau Trans'Allier dessert la commune : la ligne A, reliant Montluçon à Moulins.[Passage à actualiser]

## Histoire
Le développement de la commune au XIXe siècle est largement dû à sa position sur la ligne de chemin de fer Montluçon - Moulins.

## Politique et administration

### Découpage territorial
La commune de Tronget est membre de la communauté de communes du Bocage Bourbonnais, un établissement public de coopération intercommunale (EPCI) à fiscalité propre créé le 1er janvier 2017 dont le siège est à Bourbon-l'Archambault. Ce dernier est par ailleurs membre d'autres groupements intercommunaux.
Sur le plan administratif, elle est rattachée à l'arrondissement de Moulins, au département de l'Allier, en tant que circonscription administrative de l'État, et à la région Auvergne-Rhône-Alpes. Avant le redécoupage cantonal, la commune faisait partie du canton du Montet.
Sur le plan électoral, elle dépend du canton de Souvigny pour l'élection des conseillers départementaux, depuis le redécoupage cantonal de 2014 entré en vigueur en 2015, et de la première circonscription de l'Allier pour les élections législatives, depuis le dernier découpage électoral de 2010 (troisième circonscription avant 2010).

### Élections municipales et communautaires

#### Élections de 2020
Le conseil municipal de Tronget, commune de moins de 1 000 habitants, est élu au scrutin majoritaire plurinominal à deux tours avec candidatures isolées ou groupées et possibilité de panachage. Compte tenu de la population communale, le nombre de sièges à pourvoir lors des élections municipales de 2020 est de 15. La totalité des quinze candidats en lice est élue dès le premier tour, le 15 mars 2020, avec un taux de participation de 56,36 %.

### Liste des maires
| Période                                  | Période                      | Identité          | Étiquette | Qualité |
| ---------------------------------------- | ---------------------------- | ----------------- | --------- | --- |
| Les données manquantes sont à compléter. |                              |                   |           | |
| 1912                                     | 1920                         | François Mercier  |           | Entrepreneur |
|                                          |                              |                   |           | |
| janvier 1991                             | mars 2001                    | Michel Berthomier | PCF       | |
| mars 2001                                | mars 2017                    | Alain Déternes    | PCF       | Agriculteur retraité Président du SIVOM Rive gauche Allier depuis 2014                                                                   |
| mars 2017                                | En cours (au 8 juillet 2020) | Jean-Marc Dumont  | PCF       | Président de la communauté de communes du Bocage Bourbonnais depuis août 2017 Conseiller départemental du canton de Souvigny depuis 2021 |

## Population et société

### Démographie
Les habitants de la commune sont appelés les Trongétois et les Trongétoises.

L'évolution du nombre d'habitants est connue à travers les recensements de la population effectués dans la commune depuis 1793. Pour les communes de moins de 10 000 habitants, une enquête de recensement portant sur toute la population est réalisée tous les cinq ans, les populations de référence des années intermédiaires étant quant à elles estimées par interpolation ou extrapolation. Pour la commune, le premier recensement exhaustif entrant dans le cadre du nouveau dispositif a été réalisé en 2004.

En 2022, la commune comptait 889 habitants, en évolution de −1,98 % par rapport à 2016 (Allier : −1,38 %, France hors Mayotte : +2,11 %).
| 1793 | 1800 | 1806 | 1821  | 1831  | 1836  | 1841  | 1846  | 1851  |
| ---- | ---- | ---- | ----- | ----- | ----- | ----- | ----- | ----- |
| 951  | 909  | 931  | 1 108 | 1 088 | 1 156 | 1 156 | 1 170 | 1 211 |

| 1856  | 1861  | 1866  | 1872  | 1876  | 1881  | 1886  | 1891  | 1896  |
| ----- | ----- | ----- | ----- | ----- | ----- | ----- | ----- | ----- |
| 1 273 | 1 263 | 1 263 | 1 289 | 1 355 | 1 422 | 1 272 | 1 233 | 1 201 |

| 1901  | 1906  | 1911  | 1921  | 1926  | 1931  | 1936  | 1946  | 1954  |
| ----- | ----- | ----- | ----- | ----- | ----- | ----- | ----- | ----- |
| 1 179 | 1 161 | 1 160 | 1 108 | 1 242 | 1 217 | 1 271 | 1 290 | 1 302 |

| 1962  | 1968  | 1975  | 1982  | 1990  | 1999 | 2004 | 2006 | 2009 |
| ----- | ----- | ----- | ----- | ----- | ---- | ---- | ---- | ---- |
| 1 102 | 1 072 | 1 015 | 1 001 | 1 058 | 928  | 955  | 931  | 934  |

| 2014 | 2019 | 2022 | - | - | - | - | - | - |
| ---- | ---- | ---- | - | - | - | - | - | - |
| 914  | 879  | 889  | - | - | - | - | - | - |

### Manifestations culturelles et festivités
Tronget et son comité des fêtes proposent chaque année un feu d'artifice au plan d'eau du village.
Durant la fête patronale, le village passe à 20 000 personnes environ. Beaucoup d'artistes sont passés dans la commune : le groupe Zouk Machine est venu en 2008 ; le chanteur Michael Jones est venu en 2011, 2012 et 2013 ; Joyce Jonathan a fait un concert en 2014 ; Fréro Delavega, Laure Manaudou sont venus en 2015 ; les groupes Tryo et Wazoo sont venus en 2016.

### Sports
- Football. Le stade de foot est situé dans le centre du village ; l'équipe résidente est l'AS Tronget, évoluant en ligue régionale. Le gymnase se situe à côté du complexe sportif de foot.
- Judo
- Handball
- Pétanque

## Culture locale et patrimoine

### Lieux et monuments
- Église Saint-Maurice-et-Saint-Vincent, romane, construite à partir du XIIe siècle. L'église dépendait alors du monastère du Montet.
L'église a été modifiée au XIIIe siècle pour le chevet, puis au XIXe siècle pour la partie occidentale.
Les deux premières travées, côté est de la nef centrale et les bas-côtés en berceau brisé sont romans, ainsi que l'absidiole sud. Le clocher a été construit au-dessus de la première travée de la chapelle latérale sud et possède une base romane carrée sur deux niveaux. Il est terminé par une petite flèche.
Le chevet plat et asymétrique percé de quatre fenêtres gothiques remplace probablement une abside romane en hémicycle.
Les deux travées occidentales ainsi que la façade ont été refaites en style roman en 1880 par l'architecte Jean-Bélisaire Moreau (1828-1899). L'église a été classée Monument historique le 16 septembre 1942[32].
- Statue du bienfaiteur François Mercier par le sculpteur Émile Oscar Guillaume (1867-1954).
- Ancien sanatorium François-Mercier, aujourd'hui pavillon de l'hôpital Cœur du Bourbonnais.
- Le plan d'eau est situé à cinq minutes à pied du stade.

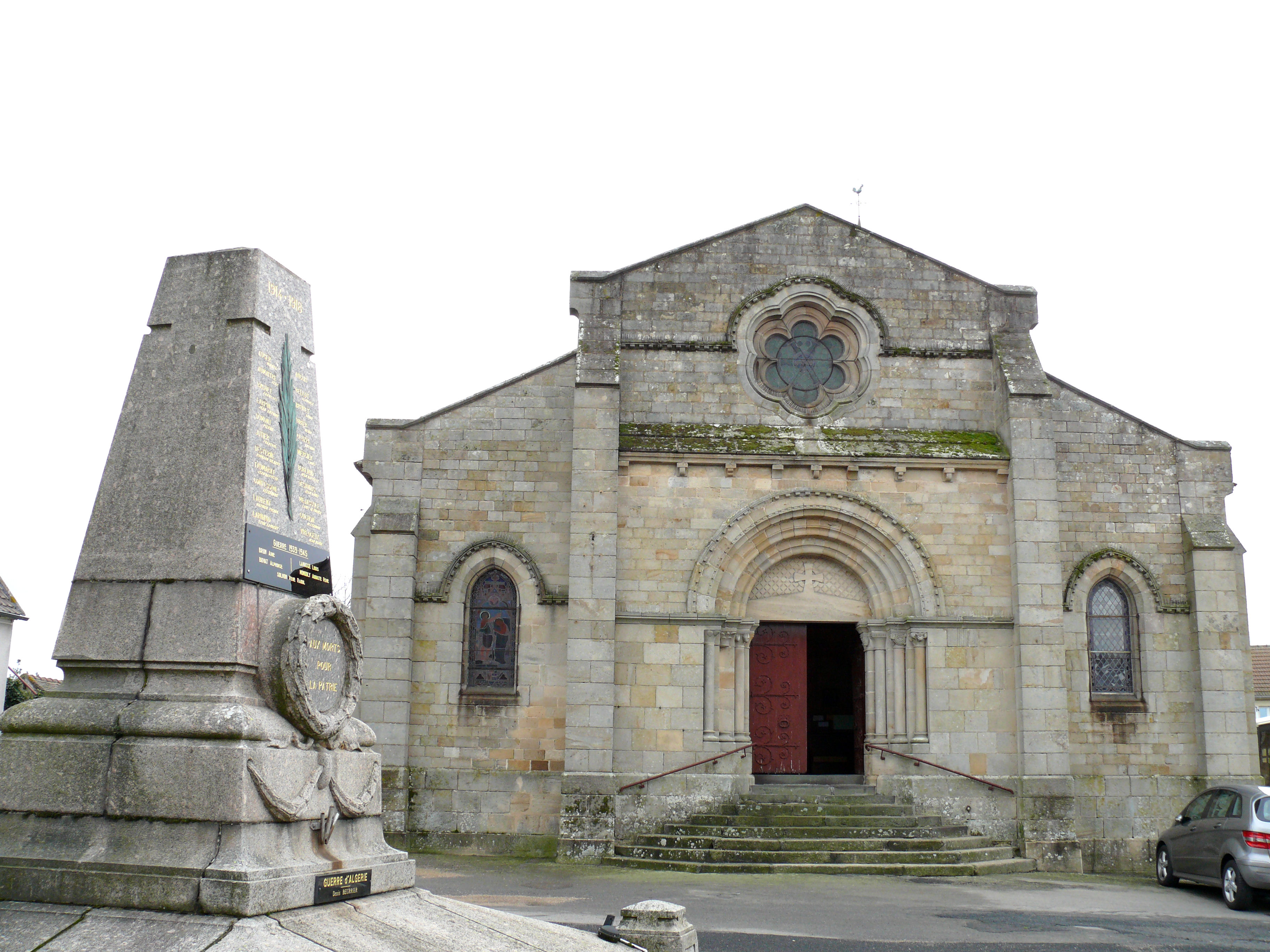
Église Saint-Maurice-et-Saint-Vincent - Façade occidentale et monument aux morts.
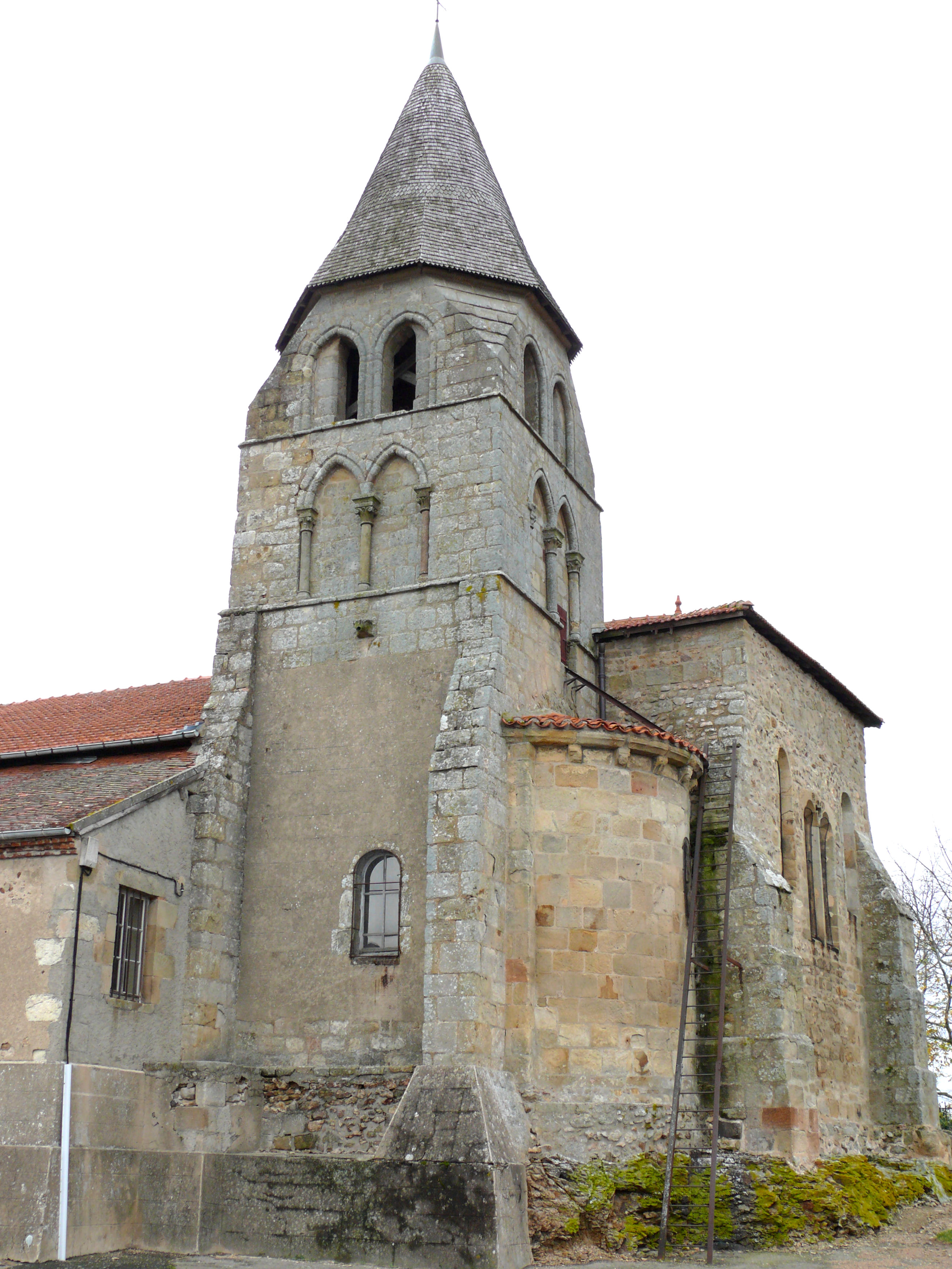
Église Saint-Maurice-et-Saint-Vincent - clocher, absidiole sud et chevet.
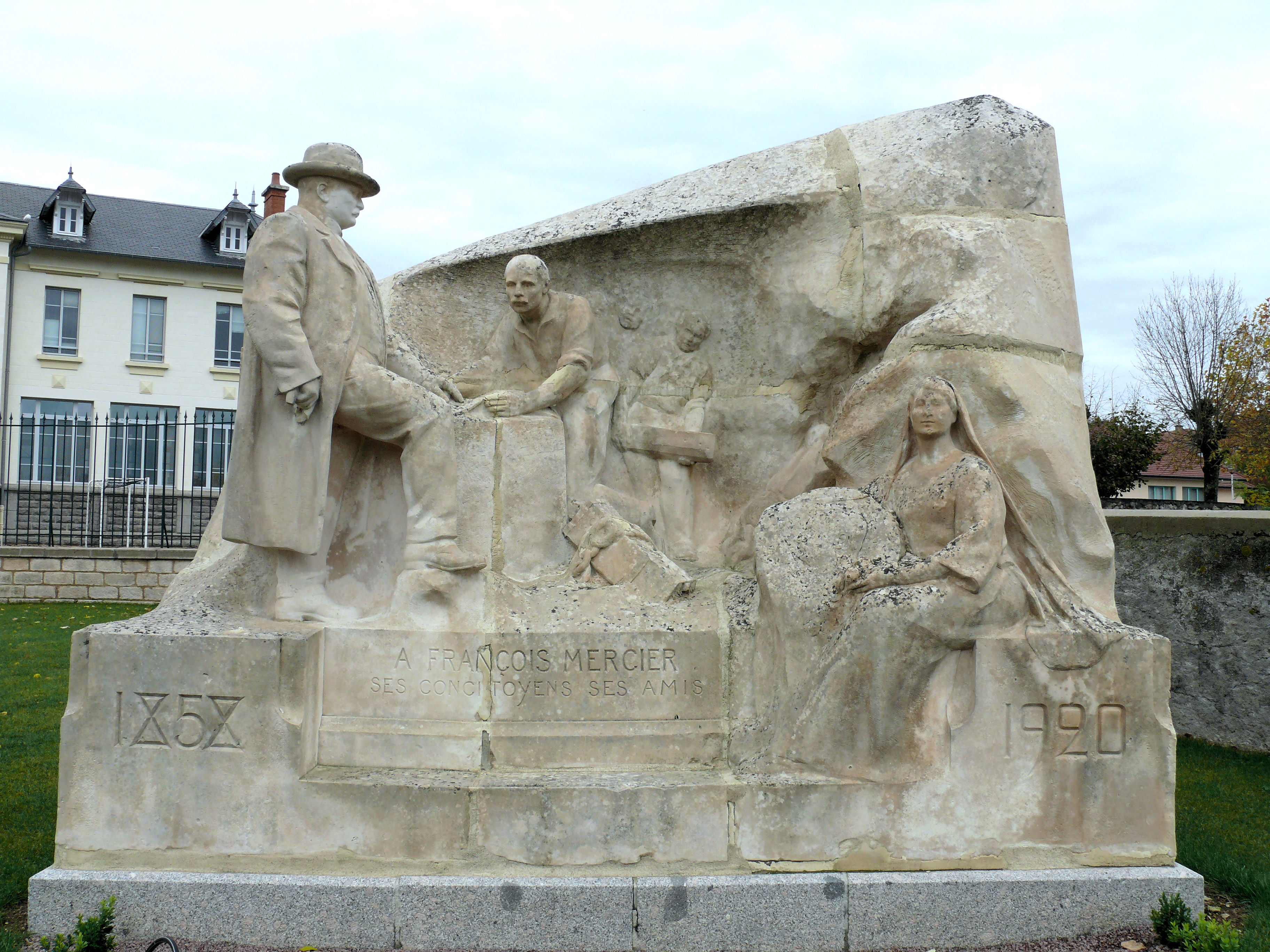
Monument à la mémoire de François Mercier.
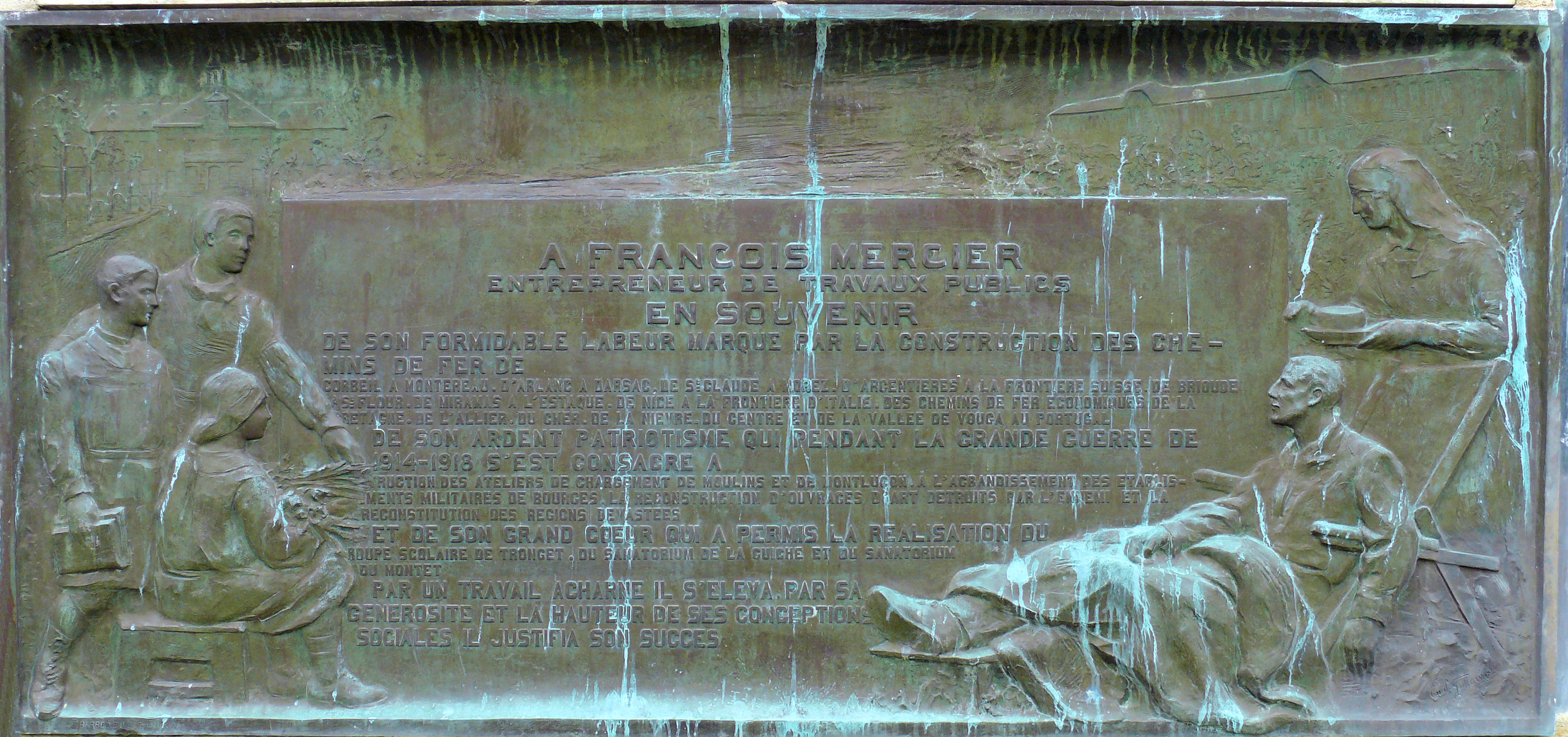
Monument à la mémoire de François Mercier Inscription.

### Personnalités liées à la commune
- François Mercier (1858-1920), entrepreneur de travaux publics, spécialisé dans la construction ferroviaire, maire et bienfaiteur de la commune.